# Петровац (община Търговище)
Вижте пояснителната страница за други значения на Петровац.
Петровац или Недокръстеник (на сръбски: Петровац или Petrovac) е село в община Търговище, Пчински окръг, Сърбия.

## История
В края на XIX век Недокръстеник е село в Прешевска кааза на Османската империя. Според статистиката на Васил Кънчов („Македония. Етнография и статистика“) от 1900 година Недокърстеникъ е населявано от 150 жители българи християни. Според патриаршеския митрополит Фирмилиан в 1902 година в Недокръщеник има 18 сръбски патриаршистки къщи. По данни на секретаря на Българската екзархия Димитър Мишев („La Macédoine et sa Population Chrétienne“) в 1905 година в Недокръстеник (Neokristenik) има 144 българи патриаршисти гъркомани.
След като селото попада в Сърбия след Междусъюзническата война в 1913 година името му е сменено на Петровац.
В 2002 година в селото живеят 13 сърби.

## Население
- 1948- 122
- 1953- 127
- 1961- 108
- 1971- 83
- 1981- 31
- 1991- 27
- 2002- 13